# Neoarisemus impeditus
Neoarisemus impeditus är en tvåvingeart som beskrevs av Duckhouse 1978. Neoarisemus impeditus ingår i släktet Neoarisemus och familjen fjärilsmyggor. Inga underarter finns listade i Catalogue of Life.